# Лебутт, Марсель
Марсе́ль Лебу́тт (фр. Marcel Leboutte) — бельгийский футболист, выступавший на позиции вратаря. Бронзовый призёр летних Олимпийских игр 1900 года.
Играл за футбольный клуб «Спа» из одноимённого города. На II Играх олимпиады 1900 года в Париже Лебутт входил в состав бельгийской команды, составленной из студентов университетов и усиленной несколькими игроками бельгийских клубов.
23 сентября бельгийцы встречались с французской командой, составленной в основном из игроков парижского «Расинга». И для Лебутта лично, и для всей его команды, игра завершилась неудачно: вратарь пропустил 6 мячей и бельгийцы уступили с крупным счётом 2:6. Поскольку французы, в свою очередь, тремя днями ранее уже проиграли представителям Великобритании, Лебутт и его товарищи по команде заняли третье место в общем зачёте.